# التي را التي (مسلسل)
التي را التي هي سلسلة كوميدية مغربية من إخراج أسامة أوسيدهم سنة 2022، وبطولة كل من حسن الفد، مونية لمكيمل، زهور السليماني، عبد القادر عيزون، عبد الله شكيري، يسرى بوحموش، وغيرهم. عرضت السلسلة طيلة شهر رمضان 2022 على القناة الثانية.

## القصة
تعود شخصية كبور في هذا الموسم بمغامرات وأحداث مشوقة جديدة، حيث يدخل كبور (حسن الفد) في صراع من أجل إثبات حبه لفتيحة (مونية لمكيمل) في محاولة منه للفوز بقلبها، لكن وبسبب تسرعه وسوء حظه تدخل قصة الحب هذه في مجموعة من المنعطفات والأحداث المحرجة، ما ينتج عنه العديد من المواقف اليومية الطريفة في جو لا يخلوا من الكوميديا.

## طاقم التمثيل

### أدوار رئيسية
| الممثل           | الدور    |
| ---------------- | -------- |
| حسن الفد         | كبور     |
| مونية لمكيمل     | فتيحة    |
| زهور السليماني   | فاطمة    |
| عبد القادر عيزون | التيباري |
| عبد الله شكيري   | أحمد     |
| يسرى بوحموش      | خلود     |

### أدوار ثانوية
- رشيد عسري
- ليليا كنوني
- أروى ملكي
- مأمون الطالب
- مهدي حارس
- محمد الشائع
- بوجمعة الإبراهيمي

### ضيوف الشرف
- ياسين أحجام
- قدس جندل

## وصلات خارجية
التي را التي على موقع قاعدة بيانات الأفلام العربية